# Quasqueton
Quasqueton és una població dels Estats Units a l'estat d'Iowa. Segons el cens del 2000 tenia 574 habitants.

## Demografia
Segons el cens del 2000, Quasqueton tenia 574 habitants, 227 habitatges, i 167 famílies. La densitat de població era de 192,7 habitants/km².
Dels 227 habitatges en un 31,3% hi vivien nens de menys de 18 anys, en un 61,7% hi vivien parelles casades, en un 9,3% dones solteres, i en un 26,4% no eren unitats familiars. En el 19,4% dels habitatges hi vivien persones soles el 10,1% de les quals corresponia a persones de 65 anys o més que vivien soles. El nombre mitjà de persones vivint en cada habitatge era de 2,53 i el nombre mitjà de persones que vivien en cada família era de 2,92.
Per edats la població es repartia de la següent manera: un 26,1% tenia menys de 18 anys, un 6,3% entre 18 i 24, un 25,6% entre 25 i 44, un 26,8% de 45 a 60 i un 15,2% 65 anys o més.
L'edat mediana era de 38 anys. Per cada 100 dones de 18 o més anys hi havia 101,9 homes.
La renda mediana per habitatge era de 36.518 $ i la renda mediana per família de 45.417 $. Els homes tenien una renda mediana de 28.125 $ mentre que les dones 23.750 $. La renda per capita de la població era de 15.913 $. Entorn del 7,9% de les famílies i el 9,9% de la població estaven per davall del llindar de pobresa.

## Poblacions més properes
El següent diagrama mostra les poblacions més properes.